# بودیشوف ناد بودیشووکوو
بودیشوف ناد بودیشووکوو (به چکی: Budišov nad Budišovkou) یک منطقهٔ مسکونی در جمهوری چک است که در ناحیه اوپاوا واقع شده‌است. بودیشوف ناد بودیشووکوو ۳٬۱۴۹ نفر جمعیت دارد.